# الخربة (مكيراس)

تعديل مصدري - تعديل

الخربة هي إحدى قرى عزلة مكيراس بمديرية مكيراس التابعة لمحافظة البيضاء، بلغ تعداد سكانها 311 نسمة حسب تعداد اليمن لعام 2004.